# Abnub
Abnub is een plaats in Egypte in het gouvernement Assioet. Abnub ligt aan de Nijl.